# Bernhard Rensch
Bernhard Rensch (Thale, 21 januari 1900 - Münster, 4 april 1990) was een Duits bioloog en ornitholoog, die vooral bekend is geworden als een van de architecten van de moderne synthese. Verder deed hij onderzoek naar het gedrag van dieren (ethologie). Hij verrichtte onder andere veldwerk in Indonesië en India.

## Biografie
Rensch werd geboren in Thale. Hij diende van 1917 tot 1920 in het Duitse leger tijdens de Eerste Wereldoorlog. Na de oorlog rondde hij zijn opleiding af. In 1922 ontving hij zijn Ph.D. van de Martin-Luther Universiteit in Halle.
In 1925 ging hij aan de slag bij het Museum für Naturkunde toen nog onderdeel van de Humboldt-Universität in Berlijn. In 1927 nam hij deel aan een expeditie naar de Soenda-eilanden (Nederlands-Indië). Hij deed onderzoek naar de geografische verspreiding van ondersoorten op de verschillende eilanden. Hij bestudeerde hoe de omgeving op de verschillende eilanden van invloed was op de manier waarop ze zich hadden ontwikkeld. In 1929 publiceerde hij zijn boek Das Prinzip geographischer Rassenkreise und das Problem der Artbildung, waarin hij het verband tussen geografie en evolutie uitlegde. Rensch’ werk op dit gebied was van invloed op het werk van Ernst Mayr, die van 1927 tot 1930 ook bij het Berlijnse museum werkte.
Hoewel hij sedert 1935 lid werd van verschillende nationaalsocialistische organisaties (niet NSDAP, SS of SA), werd zijn baan in 1937 opgezegd, om niet geheel duidelijke redenen. Hij werd daarna directeur  van het  Landesmuseums für Naturkunde der Provinz Westfalen in Münster, waar zijn voorganger door het Nazi-regime was ontslagen. Bovendien habiliteerde hij in 1937 aan de Westfaalse Wilhelms-Universiteit in diezelfde plaats. Zijn proefschrift (Habilitationschrift) had de titel Die Geschichte des Sundabogens; Eine Tiergeographische Untersuchung. In 1940 werd hij opgeroepen voor militaire dienst en diende in Frankrijk en Rusland, maar mocht in 1942 om medische redenen afzwaaien.
In 1947 publiceerde hij het boek Neuere Probleme der Abstammungslehre, buiten Duitsland uitgegeven als Evolution above the species level. In dit boek bediscussieert hij hoe het proces van soortvorming niet alleen verklaart hoe ondersoorten zich tot soorten ontwikkelen, maar ook de verschillen kan verklaren tussen de hogere taxa. In datzelfde jaar werd hij voorzitter van het zoölogie-afdeling van de Westfaalse Wilhelms-Universiteit. In 1953 nam hij deel aan een expeditie naar India. In 1979 publiceerde hij zijn autobiografie. Hij bleef tot zijn dood in 1990 actief in de wetenschap.

## Onderscheidingen
In 1958 kreeg Rensch de Darwin-Wallace Medal.
- Bibsys: 90176239
- Biblioteca Nacional de España: XX1124569
- Bibliothèque nationale de France: cb11988230x (data)
- CiNii: DA0154236X
- Gemeinsame Normdatei: 118599771
- International Standard Name Identifier: 0000 0001 1032 3565
- Library of Congress Control Number: n50051097
- Nationale Bibliotheek van Tsjechië: mzk20211104159
- Nationale Bibliotheek van Israël: 987007583094005171
- Nationale Bibliotheek van Polen: a0000003155303
- Nationale en Universitaire bibliotheek Zagreb: 000692812
- Nederlandse Thesaurus van Auteursnamen: 067752136
- LIBRIS: 234342
- SNAC: w6xw531r
- Système universitaire de documentation: 027949613
- Virtual International Authority File: 109074879
- WorldCat: E39PBJh8QMcM7cpJYxcdJbPCwC